# توم روني (سائق سباقات)
توم روني (بالإنجليزية: Tom Rooney)‏ (30 نوفمبر 1881 - 5 فبراير 1939) كان سائق سيارة سباق أمريكي.